# Адамівка (Гайсинський район)
Ада́мівка — село в Україні, у Гайсинській міській громаді Гайсинського району Вінницької області. Розташоване на обох берегах річки Вербич (притока Собу) за 15 км на північний схід від міста Гайсин. Населення становить 210 осіб (станом на 1 січня 2015 р.).

## Географія

### Клімат
| Клімат Адамівки           | Клімат Адамівки | Клімат Адамівки | Клімат Адамівки | Клімат Адамівки | Клімат Адамівки | Клімат Адамівки | Клімат Адамівки | Клімат Адамівки | Клімат Адамівки | Клімат Адамівки | Клімат Адамівки | Клімат Адамівки | Клімат Адамівки |
| Показник                  | Січ.            | Лют.            | Бер.            | Квіт.           | Трав.           | Черв.           | Лип.            | Серп.           | Вер.            | Жовт.           | Лист.           | Груд.           | Рік             |
| Середній максимум, °C     | −2,3            | −1              | 4,0             | 13,2            | 19,7            | 23,0            | 24,5            | 23,9            | 19,1            | 12,2            | 4,8             | 0,3             | 11              |
| Середня температура, °C   | −5,3            | −4,1            | 0,4             | 8,5             | 14,5            | 17,8            | 19,2            | 18,4            | 13,8            | 7,9             | 2,0             | −2,2            | 7               |
| Середній мінімум, °C      | −8,3            | −7,2            | −3,1            | 3,8             | 9,3             | 12,6            | 13,9            | 12,9            | 8,6             | 3,6             | −0,7            | −4,6            | 3               |
| Норма опадів, мм          | 42              | 39              | 33              | 46              | 59              | 83              | 89              | 58              | 48              | 33              | 41              | 44              | 615             |
| ------------------------- | --------------- | --------------- | --------------- | --------------- | --------------- | --------------- | --------------- | --------------- | --------------- | --------------- | --------------- | --------------- | --------------- |
| Джерело: climate-data.org |                 |                 |                 |                 |                 |                 |                 |                 |                 |                 |                 |                 |                 |

## Історія
7 (20) листопада 1917 року, відповідно до Третього Універсалу Української Центральної Ради, увійшло до складу Української Народної Республіки.
12 червня 2020 року, відповідно до розпорядження Кабінету Міністрів України № 707-р «Про визначення адміністративних центрів та затвердження територій територіальних громад Вінницької області», селище увійшло до складу Гайсинської міської територіальної громади.
19 липня 2020 року, в результаті адміністративно-територіальної реформи та ліквідації Гайсинського району (1923—2020), селище увійшло до складу новоутвореного Гайсинського району.

## Галерея

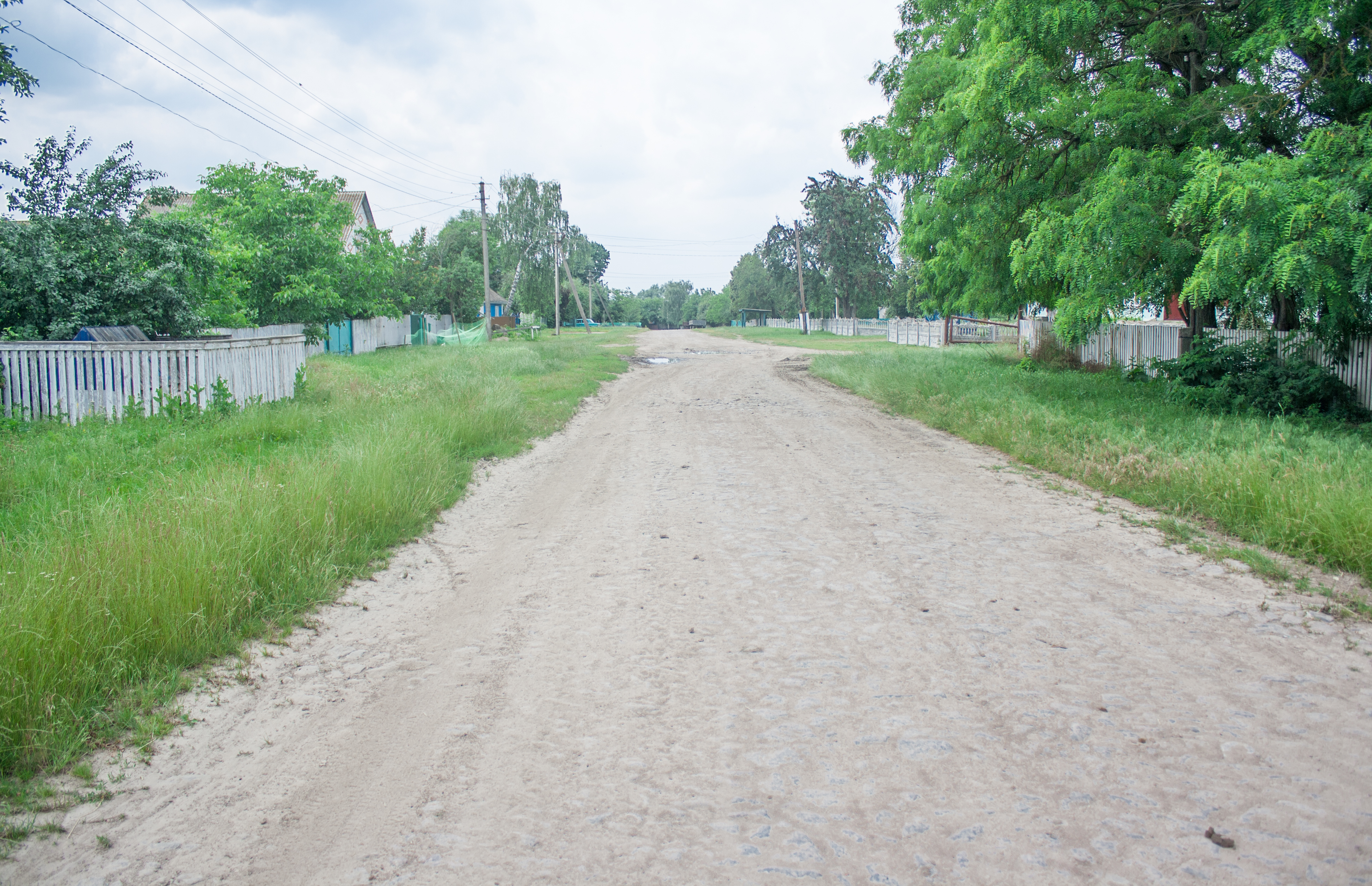
Вулиця Шевченка
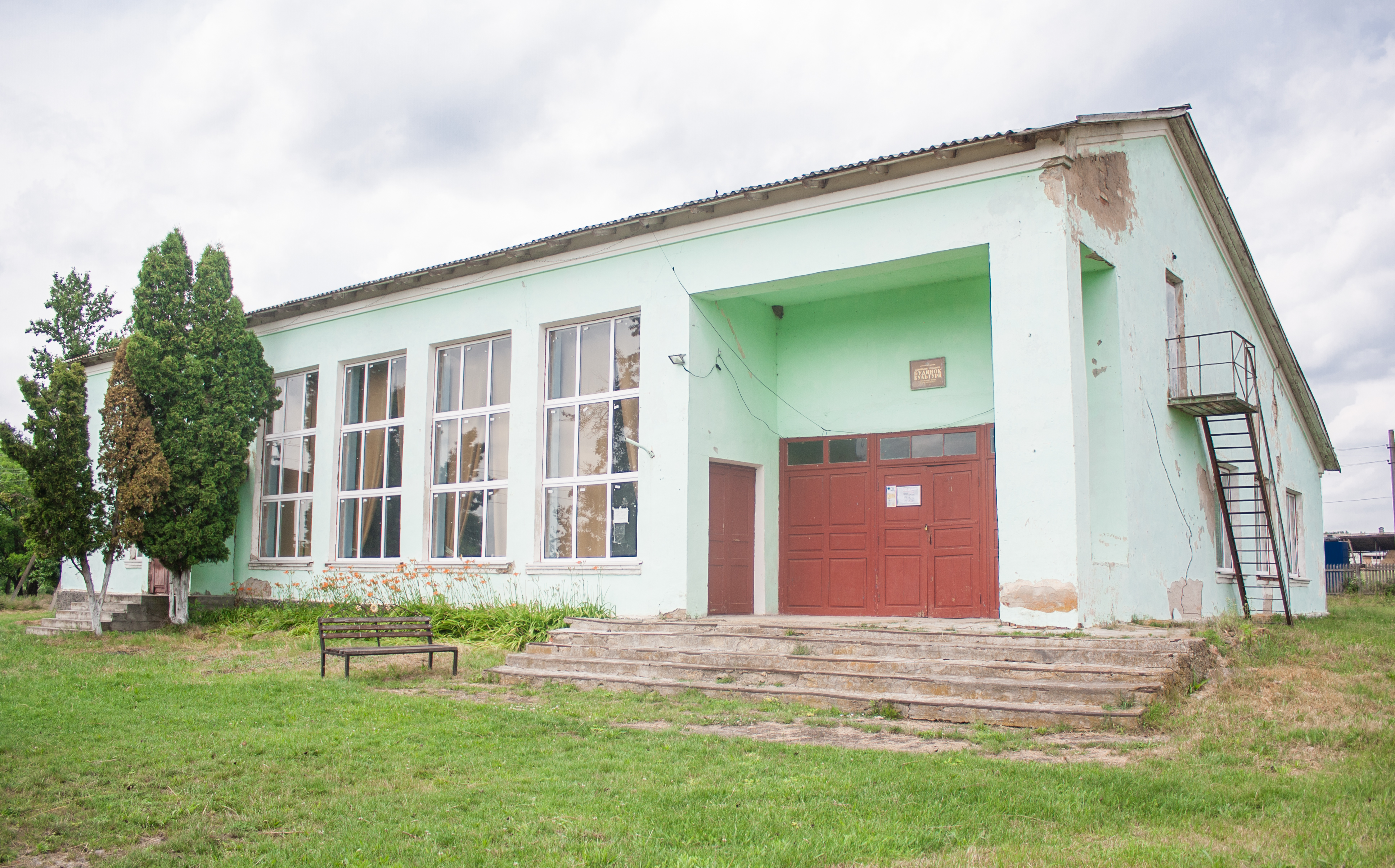
Будинок культури
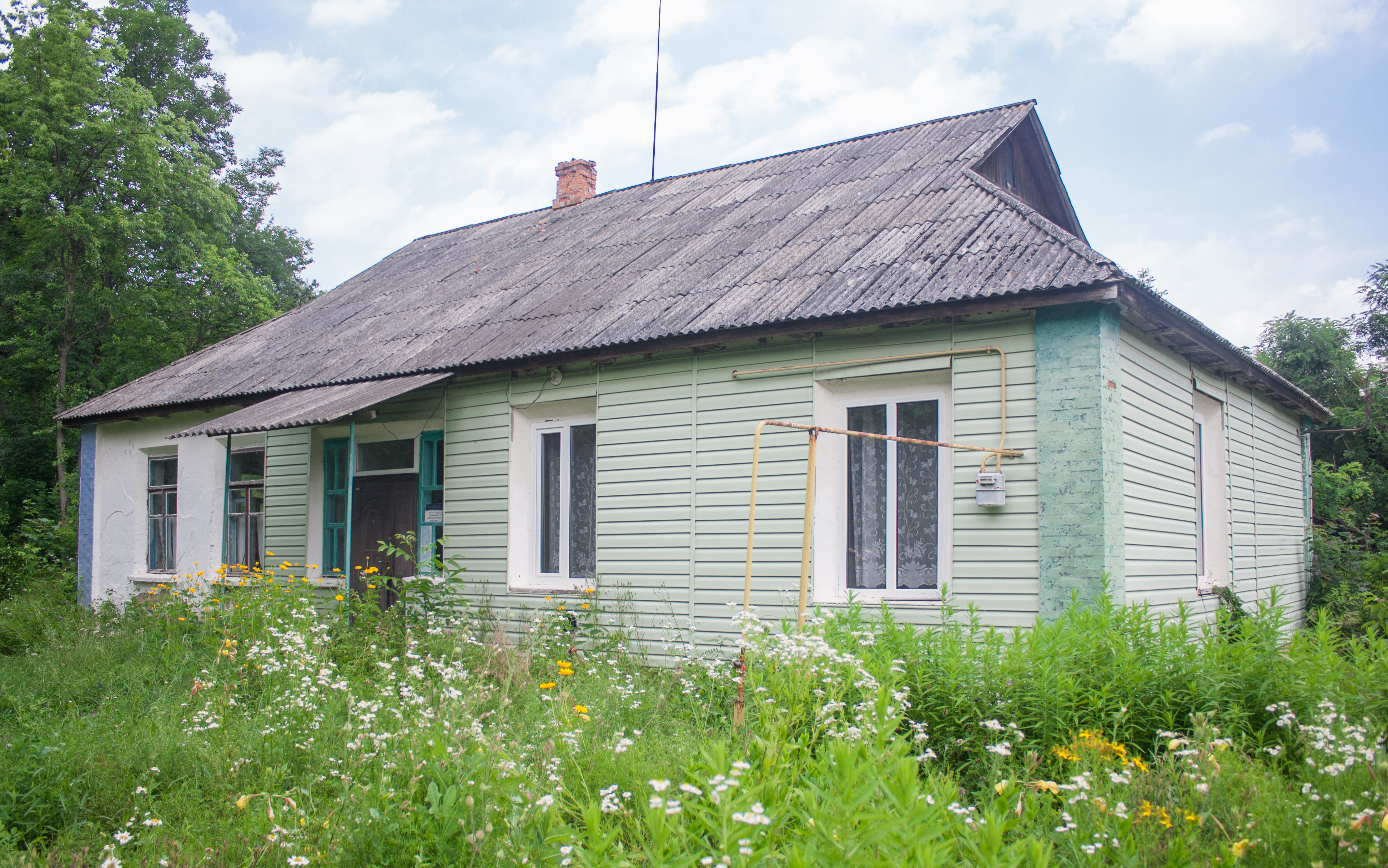
Фельдшерський пункт
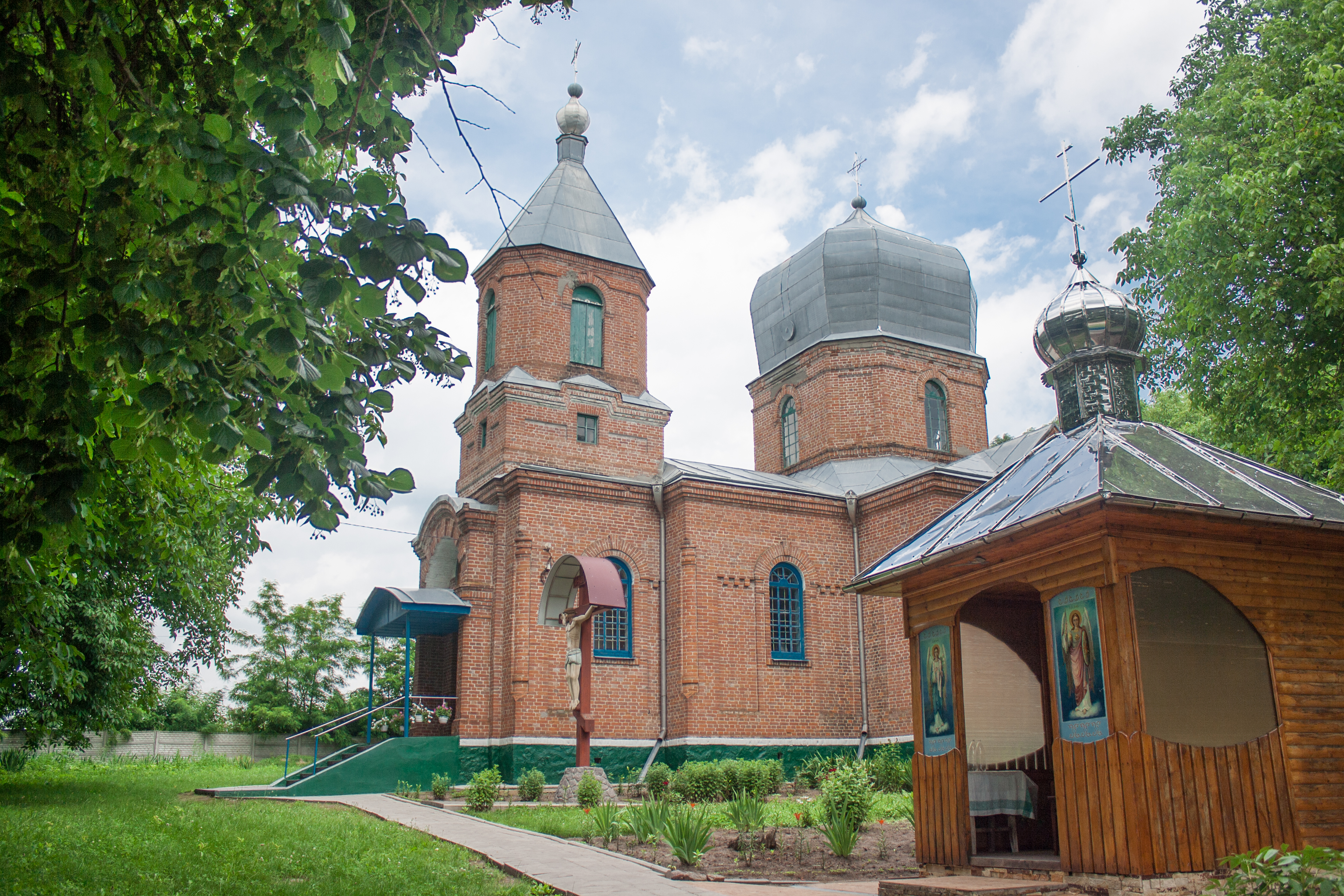
Церква
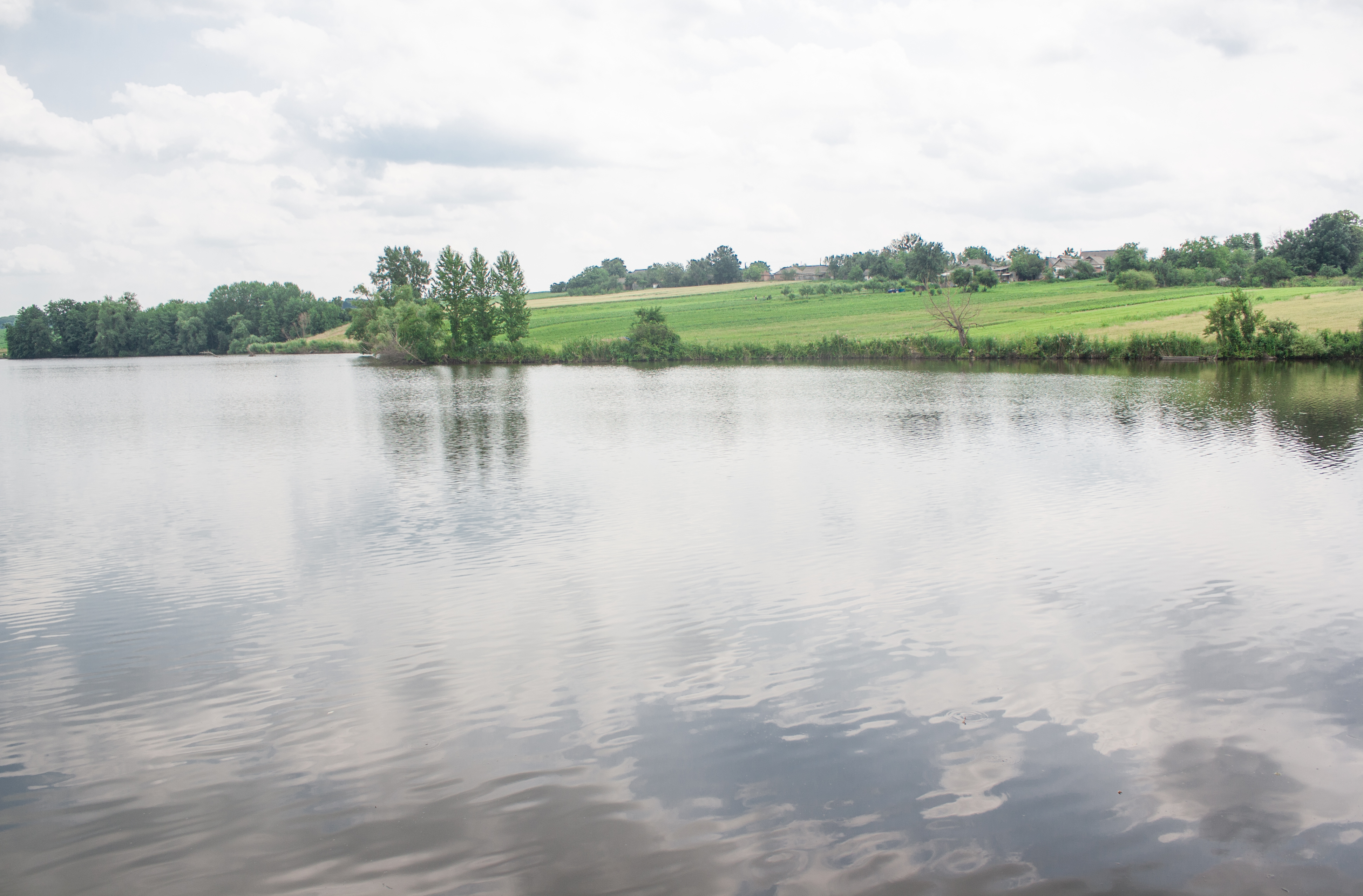
Ставок на річці Вербич
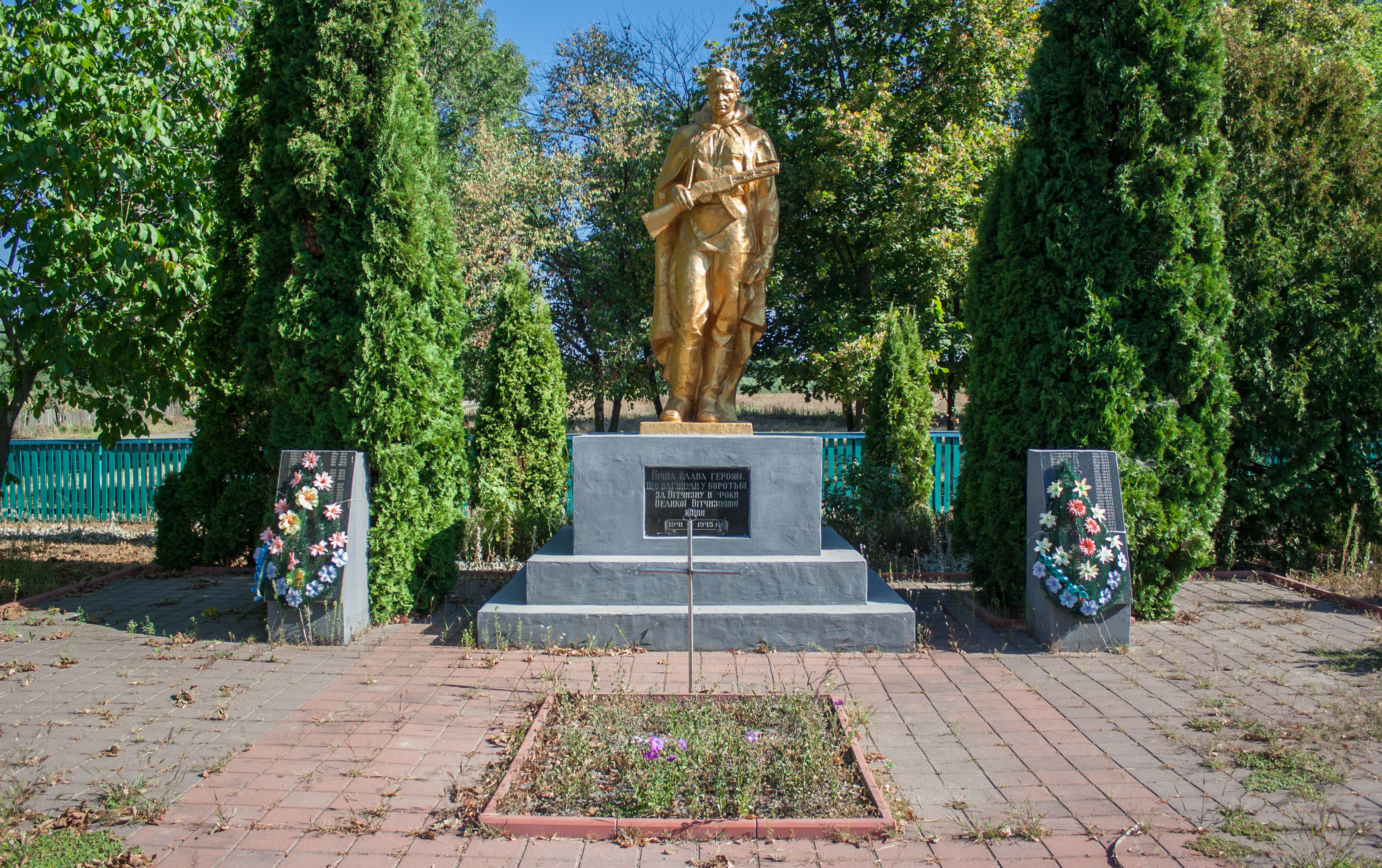
Братська могила радянських воїнів